# Börgerende-Rethwisch
Börgerende-Rethwisch est une commune de l'arrondissement de Rostock, au sein du Amt Bad Doberan-Land dont le siège est à Bad Doberan, Land de Mecklembourg-Poméranie-Occidentale.

## Géographie
La commune s'étend de la côte de la mer Baltique à 5 km au sud-est à l'intérieur des terres. Le lac de Conventer (de) est une ancienne baie qui s'est retrouvée ensablée. il est une réserve naturelle pour de nombreux oiseaux de marais et marins. À l'ouest de Börgerende se trouve Heiligendamm, la plus ancienne station balnéaire allemande.
La commune comprend les quartiers de Bahrenhorst et Neu Rethwisch 

## Histoire
La première mention écrite du village de Rethwisch date de 1297. En 1299, un moine de l'abbaye de Doberan (de) est nommé régisseur. En 1312, après la guerre contre Nicolas Ier de Rostock, un nouveau moine et deux autres ecclésiastiques sont nommés pour les vingt familles qui ont des noms tous allemands. Vers 1353 deux églises sont construites à Redewisch et Rabenhorst. Après la Réforme, les propriétés de l'abbaye deviennent en 1552 des domaines.

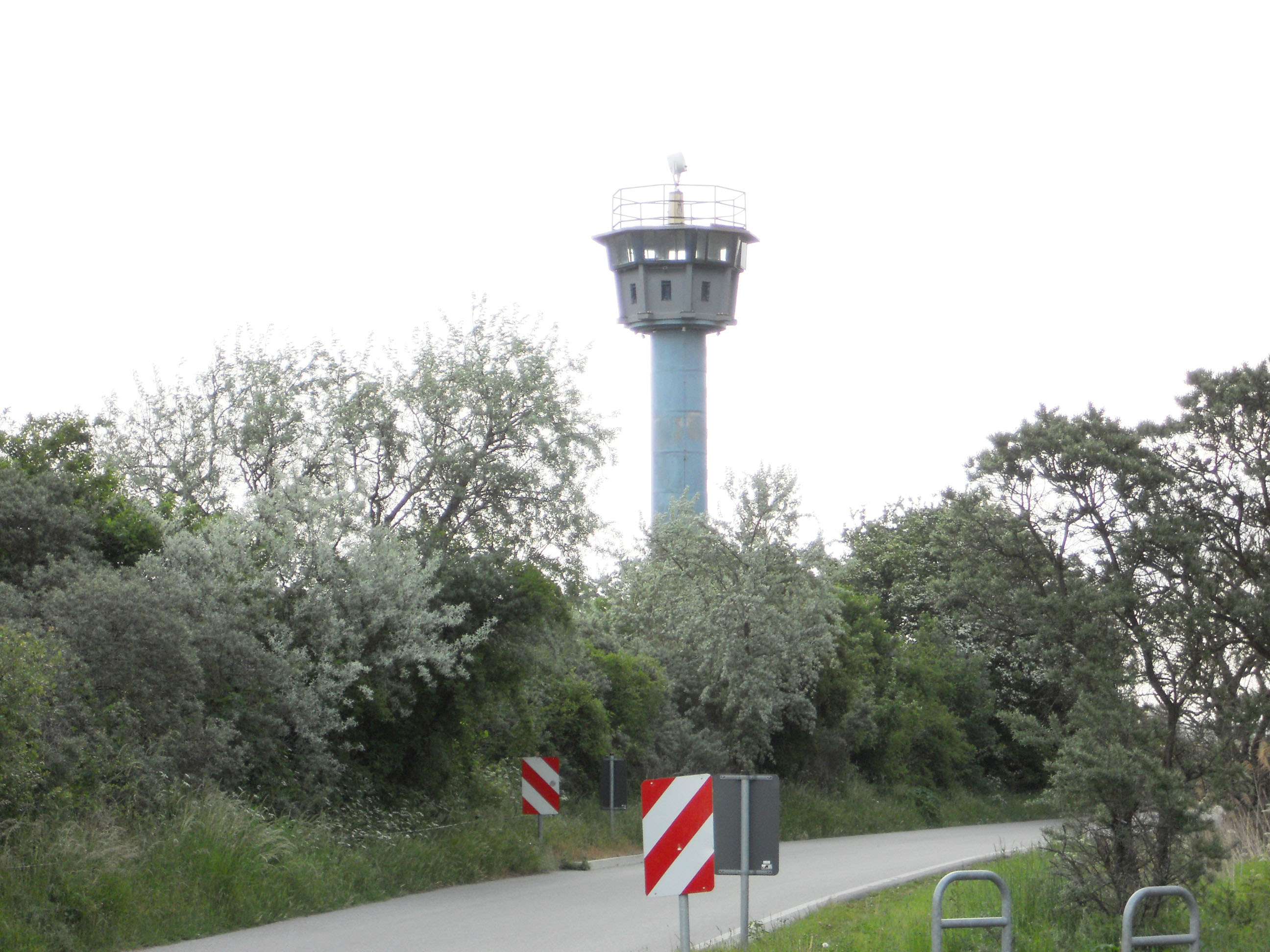
La tour de surveillance

Le 20 juin 1957, Börgerende et Rethwisch fusionnent.
La commune accueille du temps de la RDA la plus grande maison de vacances de la Freier Deutscher Gewerkschaftsbund qui ouvre le 11 août 1976. Il comprend 462 lits, un restaurant de 240 places, une piscine et plusieurs installations médicales. À sa fermeture après la dissolution de l'État, le bâtiment devient une ruine démolie en 2008. À sa place se crée un lieu de villégiature et un hôtel.
Il demeure une tour de surveillance donnant une vue sur la mer Baltique qui servait aux troupes frontalières de la République démocratique allemande.

### Blason
Il est l'œuvre de Heinz Kippnick (de). Séparé par une onde, il représente en haut sur un fond argenté deux  pignons en planche rouges croisés en biais avec des têtes de chevaux et en bas sur un fond bleu un poisson argenté. Il a été adopté par le conseil municipal le 9 août 2000.

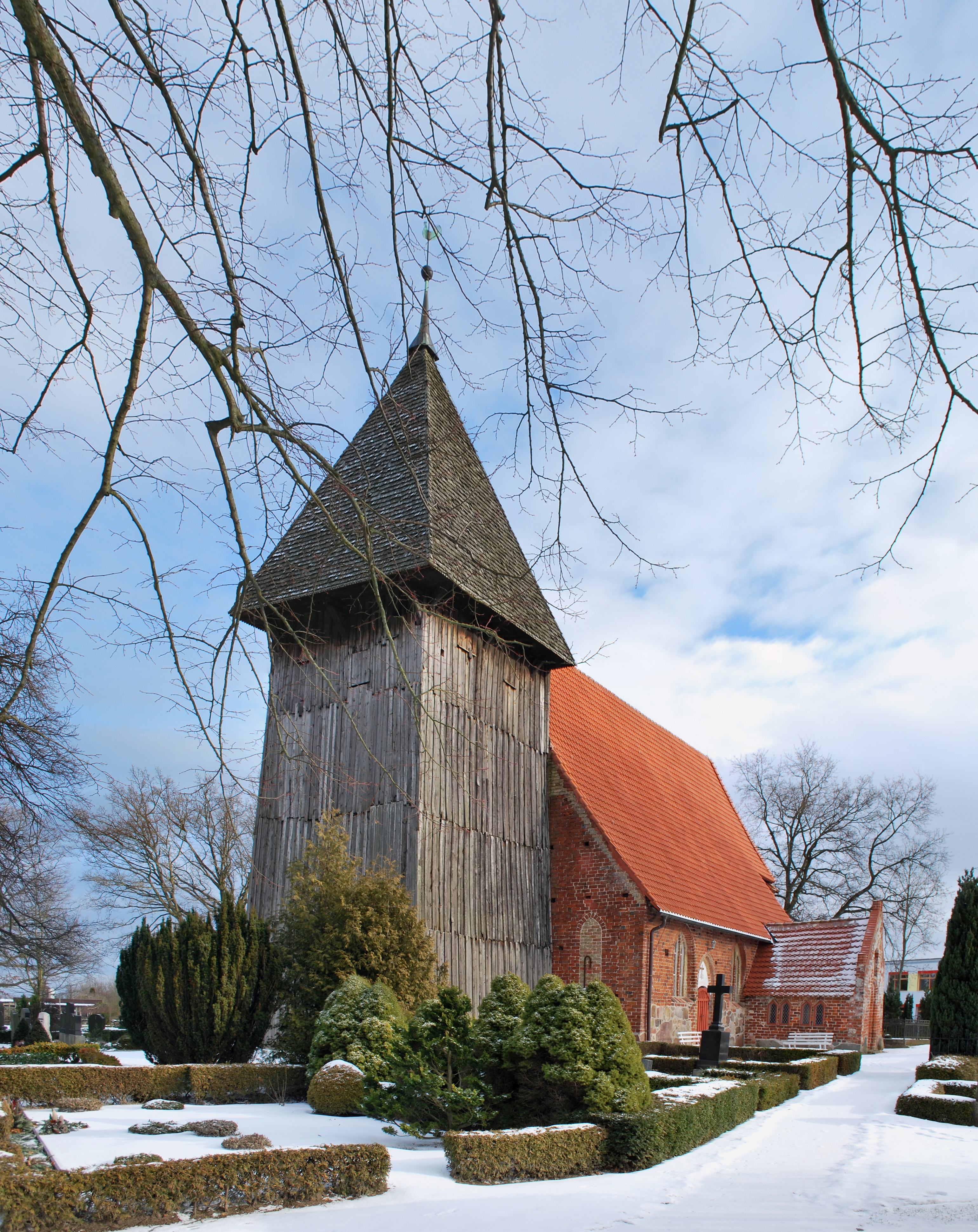
Église de Rethwisch

## Monuments
La commune comprend un certain nombre d'anciennes fermes et grandes demeures.
L'église de Rethwisch date du début du XIVe siècle. Ses trois nefs sont construites en granit et en pierre. le clocher à l'ouest est construite en bois.

## Source, notes et références
- (de) Cet article est partiellement ou en totalité issu de l’article de Wikipédia en allemand intitulé « Börgerende-Rethwisch » (voir la liste des auteurs).